# افشان آزاد
افشان آزاد (زاده ۱۲ فوریه ۱۹۸۸) بازیگر انگلیسی، بنگلادشی تبار است. او بیشتر به خاطر بازی در نقش پادما پتیل در فیلم‌های هری پاتر (فیلم) شهرت دارد.
او در منچستر زندگی می‌کند و مسلمان است. از دوستان صمیمی افشان آزاد می‌توان به بانی رایت و کیتی لیانگ اشاره کرد.